# Пар (сільське господарство)
Пар (можливо, пов'язане з пріти, парити) — поле сівозміни, не зайняте посівами протягом всього вегетаційного періоду або його частини, яке утримується в пухкому і чистому від бур'янів стані; засіб підвищення родючості ґрунту і накопичення в ньому вологи. Це спосіб підготовки та утримання поля протягом року перед сівбою чи висаджуванням овочевої культури. Пари бувають: чорними (основний обробіток грунту проводиться літом або восени попереднього року); чистими (коли парове поле повністю вільне від вирощування культури); ранніми (різновидність чистого пару, в якому основний обробіток грунту проводиться весною в рік паровання); кулісними (різновидність чистого пару на якому рядками або смугами висівають рослини для затримування снігу і попередження ерозії); зайнятими (парове поле, яке протягом певної частини вегетаційного періоду зайняте сільськогосподарськими культурами, що швидко звільнюють поле); сидеральними (різновидність зайнятого пару, на якому вирощують сидерати). В сучасних умовах розвитку українського овочівництва фермери широко практикують використання різних парів в короткоротаційних сівозмінах.
Пар — ефективний агротехнічний засіб, застосування якого збільшує врожаї.
Розрізняють такі різновиди пару:
- Чистий пар — вільне від посівів поле, що його орють з осені (чорний пар) чи навесні (ранній пар) і протягом весни та літа (до початку сівби озимих культур) тримають розпушеним і чистим від бур'янів.

- Зайнятий пар — пар, зайнятий культурними рослинами, які рано звільняють поле для обробітку ґрунту і створюють сприятливі умови для наступних культур.

Система обробітку із засіванням половини поля і залишенням половини під паром відома як двопілля, а система із третиною земель для ярового сіву, третиною для озимого, третиною під паром — трипілля.
Якщо поле залишається без засіювання кілька років, воно вже вважається перелогом.